# Dichostatoides nigroguttatus
Dichostatoides nigroguttatus är en skalbaggsart som först beskrevs av Jordan 1894.  Dichostatoides nigroguttatus ingår i släktet Dichostatoides och familjen långhorningar.
Artens utbredningsområde är Gabon. Inga underarter finns listade i Catalogue of Life.